# Айларов, Юрий Семёнович
Ю́рий Семёнович Айла́ров (29 января 1935 — 20 февраля 2015) — советский и российский тренер по боксу. С 1957 года осуществлял тренерскую деятельность в школе бокса города Таштагола Кемеровской области, личный тренер многократного чемпиона мира среди профессионалов Юрия Арбачакова. Заслуженный тренер РСФСР (1989).

## Биография
Родился в 1935 году на Кавказе, имеет осетинское происхождение. Его отец Семён Васильевич Айларов, из села Гнаденбург Курпского района Кабардино-Балкарской АССР, участвовал в Великой Отечественной войне (красноармеец 118-го укреплённого района), находился в немецком плену и за это был сослан на каторгу. В 1952 году Юрий переехал на постоянное жительство к своему отцу в город Таштагол Кемеровской области, трудоустроился специалистом бурозаправщиком на шахте Таштагольского рудника.
Одновременно с трудовой деятельностью активно занимался боксом, проходил подготовку под руководством тренера Юрия Ильича Киселёва. В разные годы становился чемпионом Кузбасса (1953), чемпионом Забайкальского военного округа, серебряным призёром первенства Бурят-Монгольской ССР, серебряным призёром сибирско-дальневосточной зоны чемпионата Вооруженных Сил СССР.
С осени 1957 года на общественных началах приступил к тренерской работе, возглавив секцию бокса при профкоме Таштагольского рудника. При его непосредственном участии в Таштаголе была построена школа единоборств, где проводились занятия по боксу, борьбе самбо, каратэ и общефизической подготовке. Внес большой вклад в развитие и популяризацию бокса в городе.
За долгие годы тренерской работы подготовил многих талантливых спортсменов, добивших успеха на всероссийском и всесоюзном уровне. Один из самых известных его учеников — заслуженный мастер спорта Юрий Арбачаков, чемпион Европы и мира, чемпион СССР, позже сделавший успешную карьеру среди профессионалов, в частности он владел титулом чемпиона мира по версии Всемирного боксёрского совета. Другой его воспитанник, Вячеслав Куспеков, является чемпионом РСФСР, чемпионом СССР на профессиональном уровне. Его подопечными были мастер спорта СССР, заслуженный тренер СССР по боксу Владимир Курегешев, мастер спорта международного класса Иван Городилов, Юрий Судочаков, Алексей Тепчегешев, мастер спорта России Сергей Королёв. За выдающиеся достижения на тренерском поприще удостоен почётного звания «Заслуженный тренер РСФСР».
Награждён нагрудным знаком «Отличник физической культуры и спорта».
Также Юрий Айларов неоднократно принимал участие в соревнованиях по боксу в качестве судьи, имел звание судьи республиканской категории. Являлся куратором строительства горнолыжной трассы в посёлке Шерегеш.
За большой личный вклад в развитие физической культуры и спорта города Таштагола, за подготовку высококвалифицированных боксёров Юрию Семёновичу Айларову присвоено звание Почётного гражданина города Таштагола.
Умер в 2015 году. Ныне в Таштаголе действует Школа бокса Ю. С. Айларова.